# Kopalnia Węgla Kamiennego Gottwald
Das Bergwerk Gottwald (poln. Kopalnia Węgla Kamiennego Gottwald) war ein Steinkohlenbergwerk in Katowice-Dąb, Polen. Mit Ausnahme dreier historischer Gebäude und des Fördergerüstes über Schacht Jerzy/George wurden die Tagesanlagen abgebrochen und auf dem Gelände das Silesia City Center aufgebaut.

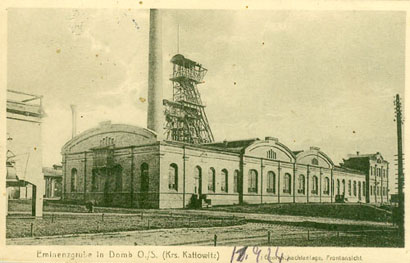
Postkarte „Eminenzgrube“ um 1915

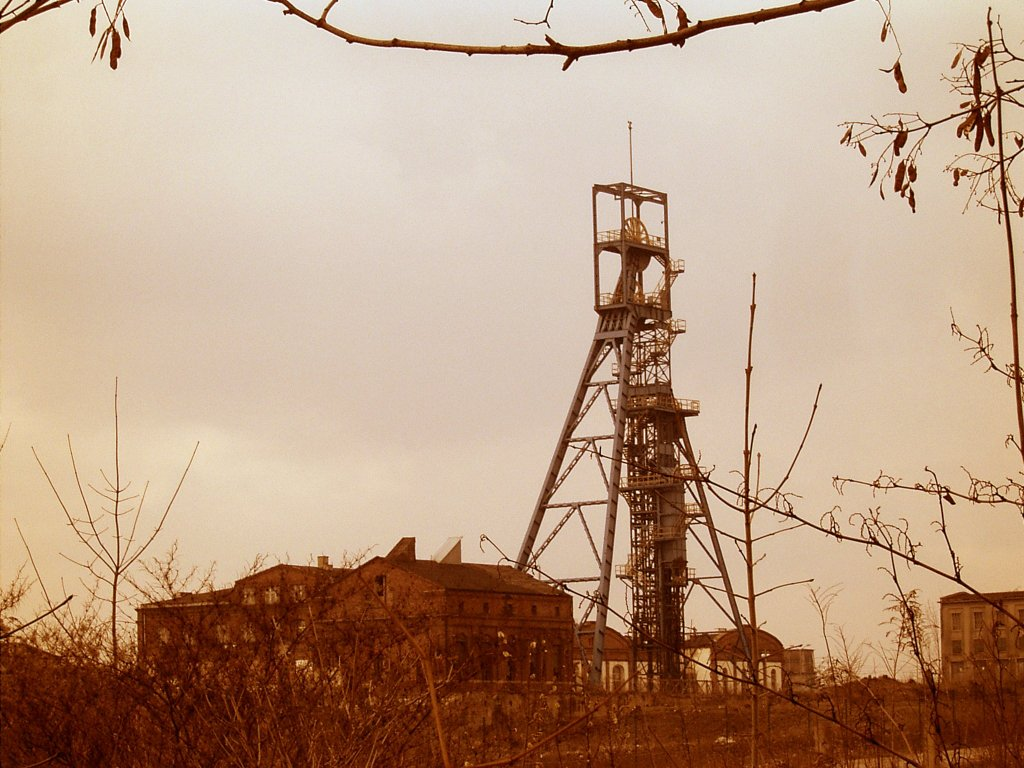
Gebäude des ehemaligen Bergwerks „Eminenzgrube“ im Jahre 2009

## Geschichte

### Eminenzgrube
Das Kohlebergwerk befand sich in Katowice im Stadtteil Dąb in der Nähe der heutigen ul. Chorzowska. Im Jahr 1903 wurde die Berechtsame von 1,18 km² für die Förderung auf Kohle unter dem Namen Eminenz gewährt, der Bau der Zeche unter diesem Namen (gewidmet der „Eminenz“, d. h. dem Breslauer Kardinal Georg von Kopp) begann im Dezember 1906 und der erste Schacht erhielt den Namen Georg. Es gehörte dem Krankenhaus Zum Heiligen Geist in Bytom und der katholischen Kirchengemeinde Chorzów und war aus dem stillgelegten Feld der Zeche Waterloo, einigen Teilen der Königsgrube/Król und kleinen, angrenzenden Grubenfeldern entstanden.
Im Jahr 1912 hat der Schacht Georg eine Teufe von 304 m erreicht und baute auf den Sohlen III (138 m), IV (219 m) und V (297 m) Kohle ab. Dieser Schacht verfügte über eine Separation und einen Gleisanschluss, im Gegensatz zu Schacht II, der 900 m von Georg entfernt abgeteuft worden war und der sowohl der Förderung als auch der Wetterführung diente. Er besaß 1912 nur eine Tiefe von 80 m. Später kam noch ein zweiter, 100 m tiefer Wetterschacht hinzu. Zu diesem Zeitpunkt förderte die Zeche 313.794 t Kohle.
1926 zur Waterloo-Gewerkschaft gehörend, wurde das Bergwerk 1928 an die Huta Pokój verpachtet, ab 1931 gehörte es zur Rudaer Steinkohlengewerkschaft. Die während des Zweiten Weltkriegs dort beschäftigten Zwangsarbeiter lebten in Załęże. Nach Kriegsende gehörte der Zeche der Vereinigung der Kohlenindustrie Katowice (Katowickie Zjednoczenie Przemysłu Węglowego). 1953 änderte man zu Ehren des ersten kommunistischen Präsidenten und Diktators der Tschechoslowakei, Klement Gottwald, den Namen der Zeche von Eminenz in Gottwald.

### Gottwald
Zu Beginn der 1970er Jahre betrug die Jahresproduktion der Zeche über 1 Million Tonnen. Zum 1. April 1974 wurden die beiden Bergwerke Gottwald und Kleofas aus dem Bezirk Załęże unter dem Namen Gottwald zusammengefasst.
Gottwald verfügte damals über die drei Schächte Jerzy (George) sowie Powietrzny I und II.
Als das Bergwerk 1990 stillgelegt wurde, wurde die restliche Belegschaft auf Kleofas angelegt, dieses Bergwerk arbeitete noch einige Jahre eigenständig weiter.

## Förderzahlen
1913: 340.852 t; 1938: 663.495 t; 1970: 1,07 Mio. t; 1979: 2,80 Mio. t